# An Young-hak
An Young-hak (* 25. Oktober 1978 in Kurashiki) ist ein in Japan geborener ehemaliger Fußballspieler koreanischer Abstammung mit nordkoreanischer Staatsangehörigkeit.

## Karriere

### Verein
Bereits Ans Eltern wurden in Japan als Angehörige der koreanischen Minderheit geboren. An wuchs in Japan auf und besuchte dort eine ideologisch Nordkorea zugewandte Schule. Er ist nordkoreanischer Staatsbürger und besitzt keinen japanischen Pass.
Seine Profikarriere begann 2002 beim japanischen Zweitligisten Albirex Niigata, 2003 gelang ihm mit dem Klub der Aufstieg in die J. League. Zur Saison 2005 wechselte er zum Ligakonkurrenten Nagoya Grampus Eight, bevor er 2006 in der südkoreanischen K-League bei Busan I'Park einen Vertrag unterschrieb. Von 2008 bis 2009 spielte er für die Suwon Samsung Bluewings, mit denen er 2008 die koreanische Meisterschaft und 2009 den koreanischen Pokalwettbewerb gewann. 2010 kehrte er nach Japan zurück und setzte seine Karriere beim Erstligisten Ōmiya Ardija fort. Im Jahr 2011 erfolgte ein Wechsel zum Erstligisten Kashiwa Reysol, mit dem er die Meisterschaft gewann. Sein Vertrag bei Kashiwa Reysol endete Ende 2012. Von 2014 bis 2016 war An bei Yokohama FC, einem Verein in der zweiten Liga (J2 League), verpflichtet. Danach beendete er seine Karriere.

### Nationalmannschaft
Zum Aufgebot der nordkoreanischen Nationalmannschaft gehörte der Mittelfeldakteur von 2002 bis 2012 an. In der Qualifikation zur WM 2006 kam An zu fünf Einsätzen und gehörte bei der Finalrunde der Ostasienmeisterschaft 2008 zum Aufgebot, nahm ansonsten aber selten an Spielen außerhalb des offiziellen FIFA-Kalenders teil. 
In der erfolgreichen Qualifikation für die Weltmeisterschaft 2010 gehörte er als Spielmacher mit 13 Einsätzen zu den Stützpfeilern der Mannschaft.

## Erfolge
Kashiwa Reysol
- Japanischer Supercup: 2012